# Fundamentalizm biblijny
Fundamentalizm biblijny – prąd myślowy obecny głównie w dzisiejszym ewangelikalizmie, akcentujący absolutną nieomylność i bezbłędność Biblii, jej wartość jako rzetelnego źródła historycznego oraz zbioru niepodważalnych proroctw dotyczących przyszłości. Fundamentaliści biblijni nie uznają między innymi teorii ewolucji (patrz: Kreacjonizm młodej Ziemi) oraz tzw. wyższej krytyki biblijnej.
Sam termin „fundamentalizm” wiąże się w sposób bezpośredni z Amerykańskim Kongresem Biblijnym, który odbył się w Niagarze, w stanie Nowy Jork, w roku 1895. Uczestniczący w tym kongresie konserwatywni egzegeci protestanccy ogłosili „pięć punktów fundamentalizmu”: bezbłędność werbalna Pisma Świętego, Bóstwo Chrystusa, Jego dziewicze poczęcie, nauka o ekspiacji zastępczej, zmartwychwstanie ciał w czasie ponownego przyjścia Jezusa.
Środowiska fundamentalistyczne zaangażowane są między innymi w USA i w Europie w kampanię na rzecz równouprawnienia teorii kreacji i teorii ewolucji w edukacji.